# Stilwell
Stilwell település az Amerikai Egyesült Államok Oklahoma államában, Adair megyében, melynek megyeszékhelye is. Lakosainak száma 3700 fő (2020. április 1.).

## Népesség
A település népességének változása:

| 2010 | 3 949 |
| 2020 | 3 700 |